# Petung (Bangsalsari)
Petung is een bestuurslaag in het regentschap Jember van de provincie Oost-Java, Indonesië. Petung telt 8522 inwoners (volkstelling 2010).